# Савит
«Савит» — белорусский футбольный клуб из Могилёва. Основан в 2005 году. Является приемником футбольного клуба «Торпедо-Кадино» (Могилёв).

## История
Клуб был основан в 2005 году. С 2006 года участвовал во Второй лиге, где в первом же сезоне занял второе место, которое позволило клубу выйти в Первую лигу. В следующем дебютном сезоне команде получилось сразу же занять первое место и выйти в Высшую лигу. В 2008 году «Савит» вылетел из Высшей лиги, заняв 15-е место, а через год клуб прекратил своё существование.

## Кубок Беларуси
- 2006/2007 1/16 финала
- 2007/2008 1/16 финала
- 2008/2009 1/16 финала

## Достижения
- Победитель Первой лиги (2007)
- Серебряный призёр Второй лиги (2006)

## Выступления
| Год  | Турнир      | Место | И  | В  | Н | П  | Г      | О  | Прим |
| ---- | ----------- | ----- | -- | -- | - | -- | ------ | -- | ---- |
| 2006 | Вторая лига | 2     | 32 | 26 | 3 | 3  | 114-19 | 81 |      |
| 2007 | Первая лига | 1     | 26 | 16 | 5 | 5  | 50-21  | 53 |      |
| 2008 | Высшая лига | 15    | 30 | 5  | 6 | 19 | 28-61  | 21 |      |

## Известные игроки
- Зайцев, Алексей Александрович
- Евсеенко, Павел Михайлович
- Бровченко, Юрий Анатольевич
- Жевнеров, Эдуард Станиславович
- Рекиш, Дмитрий Васильевич
- Голик, Вячеслав Александрович